# Giao thức đánh giá sợi in
Giao thức đánh giá sợi in (FEP) là một giao thức được phát triển để thiết lập các đặc điểm và phẩm chất của các vật liệu được sử dụng trong in 3D FDM / FFF.

## Mục đích
Giao thức được thiết kế vào năm 2014 bởi Dogma Solutions, không được áp dụng để đo lường các tính chất của vật liệu, mà thay vào đó được thiết kế để xác định sự phù hợp của chúng đối với các ứng dụng và cách sử dụng cụ thể.
Vì lý do này, các đánh giá được thực hiện trong quá trình thử nghiệm không cung cấp đầu ra định lượng, mà chỉ ra, đối với mỗi tham số được kiểm tra, mức độ phán xét trên thang đo Likert lẻ đơn cực (bây giờ được gọi là "Mức độ xếp hạng Likert" hoặc "DLR"):
1. Rất khuyến khích / rất không phù hợp / rất khó sử dụng / kiểm tra hoàn toàn thất bại
2. Không khuyến khích / không phù hợp / khó sử dụng / kiểm tra một phần không thành công
3. Không khuyến khích và cũng không phản đối. Không có khiếm khuyết cụ thể cũng không mang lại lợi ích đáng kể. Thử nghiệm thành công nhưng kết quả không thuyết phục hoặc có liên quan đến chất lượng.
4. Khuyến nghị / phù hợp / dễ sử dụng / thử nghiệm thành công trong kỳ vọng thực tế
5. Rất khuyến khích / rất phù hợp / dễ sử dụng / kiểm tra thành công một cách hoàn hảo cho đến kỳ vọng tốt nhất (hoặc thậm chí hơn)